# Тышиньский, Войцех
Войцех Тышиньский (пол. Wojciech Tyszyński; 12 декабря 1984, Штум) — польский гребец-каноист, выступал за сборную Польши на всём протяжении 2000-х годов. Участник летних Олимпийских игр в Пекине, чемпион мира, серебряный и бронзовый призёр чемпионатов Европы, победитель многих регат национального и международного значения.

## Биография
Войцех Тышиньский родился 12 декабря 1984 года в городе Штуме Поморского воеводства. Активно заниматься греблей начал в возрасте двенадцати лет, проходил подготовку в местном спортивном клубе «Виктория».
Первого серьёзного успеха на взрослом международном уровне добился в 2003 году, когда попал в основной состав польской национальной сборной и побывал на чемпионате мира в американском Гейнсвилле, откуда привёз награду бронзового достоинства, выигранную в зачёте четырёхместных каноэ на дистанции 1000 метров. Два года спустя выступил на домашнем европейском первенстве в Познани, где стал бронзовым призёром в километровой гонке четвёрок, а также на мировом первенстве в хорватском Загребе, где в той же дисциплине обогнал всех своих соперников и завоевал тем самым золотую медаль. Ещё через год на чемпионате мира в немецком Дуйсбурге взял бронзу в двойках на тысяче метрах.
В 2008 году Тышиньский выиграл бронзовую медаль на чемпионате Европы в Милане, заняв третье место в километровой программе двухместных экипажей. Благодаря череде удачных выступлений удостоился права защищать честь страны на летних Олимпийских играх в Пекине — в двойках на тысяче метрах вместе с напарником Павлом Барашкевичем сумел дойти до финала, но в решающем заезде показал лишь седьмой результат. Впоследствии продолжал участвовать в крупнейших международных регатах вплоть до 2010 года, однако в существенных достижений уже не добивался.